# Tribunal militaire de Dachau

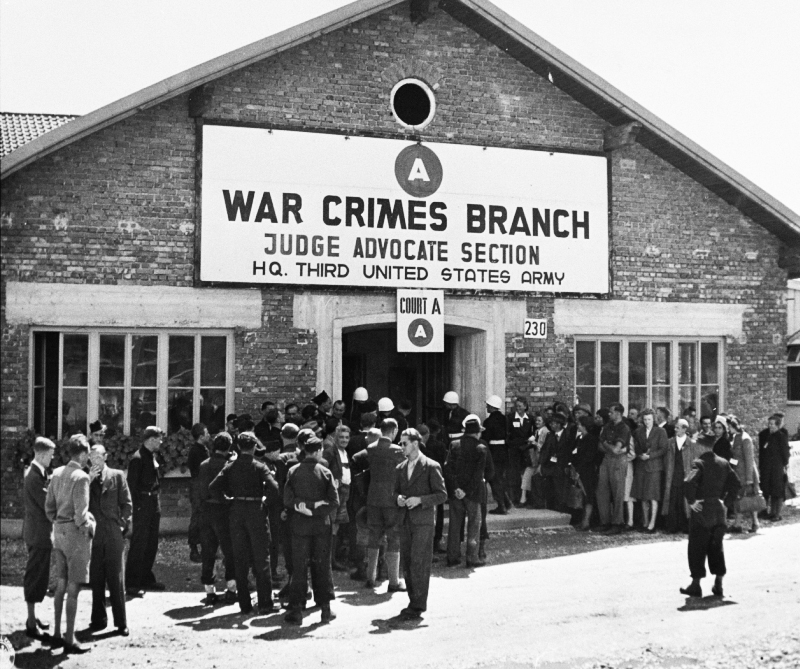
16 juillet 1946 - La foule attend le verdict lors du jugement des 74 SS impliqués dans le massacre de Malmedy

Le tribunal militaire de Dachau est créé après la Seconde Guerre mondiale par le département du procureur de la 3e armée américaine en vue de poursuivre les criminels de guerre « mineurs » . Ils sont arrêtés dans les secteurs d’occupation américains en Allemagne et en Autriche, ainsi que ceux accusés de crimes de guerre envers des civils et soldats américains.
Il s'agit du principal tribunal du gouvernement militaire américain en Allemagne. À partir de 1946, il centralise les procédures visant des crimes « géographiquement localisés » ne relevant pas du tribunal militaire international de Nuremberg. L’autorité de ce tribunal procède des textes américains qui l’ont institué en conformité avec les textes du droit pénal international et en vertu, notamment, dans la déclaration de Moscou en 1943.
Le tribunal de Dachau juge 1 672 Allemands accusés de crimes de guerre dans 489 procès distincts. Des tribunaux militaires américains destinés à juger les criminels de guerre existent aussi entre 1945 et 1949 dans d'autres villes de la zone d'occupation américaine, à proximité d'anciens camps de concentration nazis mais aussi à Nuremberg.
Les procès se tiennent dans l’enceinte de l’ancien camp de concentration de Dachau. Un des procès les plus célèbres du tribunal est celui du procès du massacre de Malmedy, qui a lieu dans les Ardennes belges à l'encontre de soldats américains[réf. nécessaire].